# Apple Corps
Apple Corps je multimediální společnost založená v lednu 1968 britskou rockovou skupinou The Beatles, která nahradila jejich předchozí společnost Beatles Ltd. Hlavní a jedinou ziskovou divizí společnosti je Apple Records, která vznikla tentýž rok. Dalšími divizemi byly Apple Electronics, Apple Films, Apple Publishing a Apple Retail (pod kterou spadal neúspěšný Apple Boutique v Londýně). Apple Corps dodnes řídí Neil Aspinall, bývalý koncertní manažer The Beatles.
Od konce 70. let se společnost Apple Corps několikrát soudila s Apple Computer (dnes Apple Inc.) o užívání registrované známky Apple.